# Pejengkolan
Pejengkolan is een bestuurslaag in het regentschap Kebumen van de provincie Midden-Java, Indonesië. Pejengkolan telt 872 inwoners (volkstelling 2010).